# Geloiodes
Geloiodes is een geslacht van rechtvleugeligen uit de familie Pyrgomorphidae. De wetenschappelijke naam van dit geslacht is voor het eerst geldig gepubliceerd in 1958 door Lucien Chopard.

## Soorten
Het geslacht Geloiodes  is monotypisch en omvat slechts de volgende soort:
- Geloiodes cavifrons (Chopard, 1958)